# Biely Kameň
Biely Kameň je zřícenina gotického hradu ze 13. století nacházející se na zalesněném návrší nad městem Svätý Jur v okrese Pezinok v Bratislavském kraji. Hrad Biely Kameň nahradil ve funkci opevněného sídla starší hradiště situované na opačné straně údolí. Toto hradiště vzniklo v 9. století a svou funkci plnilo i v dalším období. V roce 1209 získal území Svatého Jura rod Hunt-Poznanovců, který si za své sídlo zvolil původní pevnost nad hradištěm Neštich.

## Historie

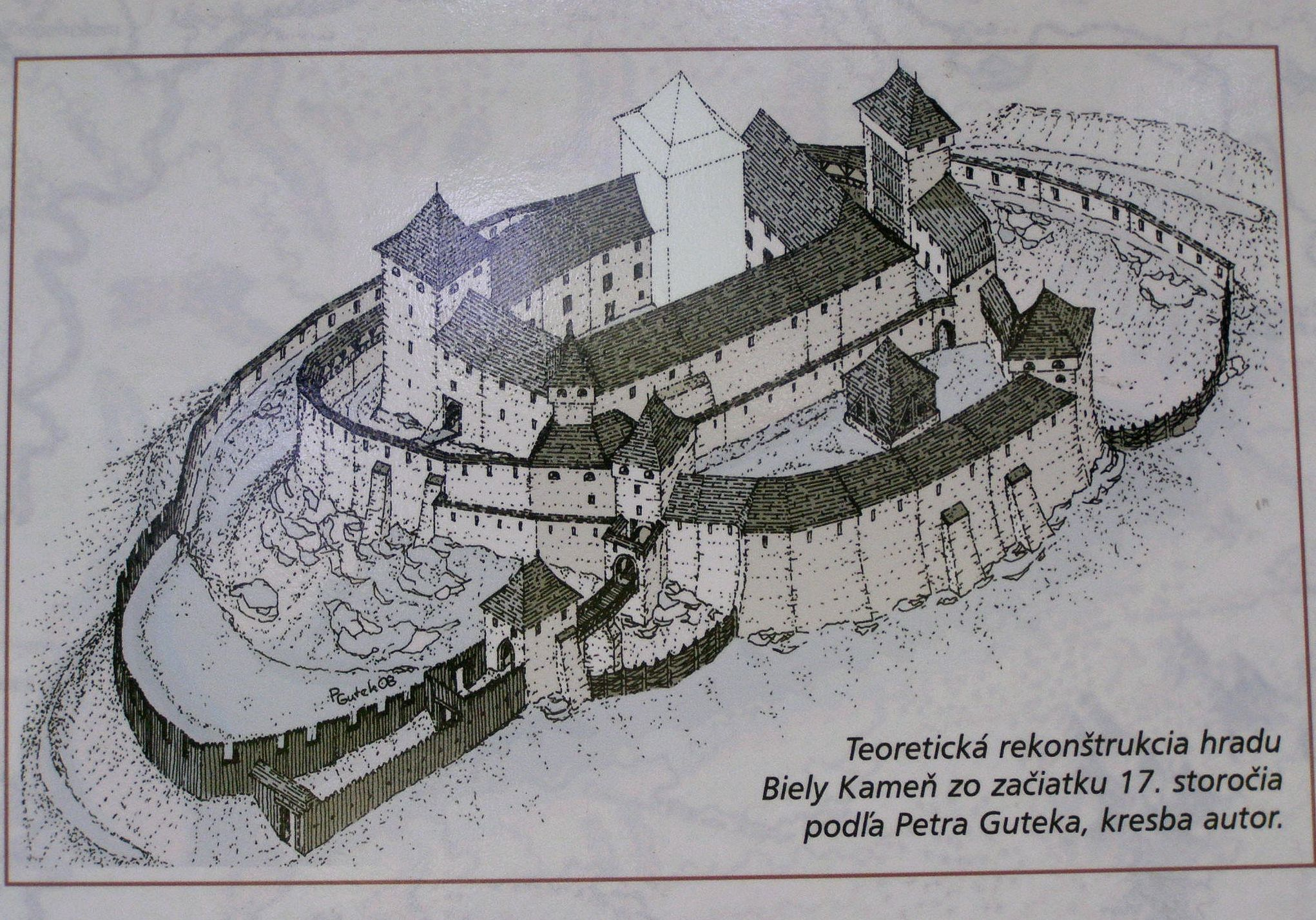
Pravděpodobná podoba hradu v 17. století

V polovině 13. století přestal být rozlehlý areál hradiště vhodnou rezidencí rodu, který začal používat predikát ze Svatého Jura. Rodina svätojurských hrabat, která se později v důsledku vznikajících majetkových sporů rozdělila na dvě větve (svätojurskou a Pezinskou), a dala proto na opačné straně údolí vystavět nový kamenný hrad. Jako vhodné místo vybrali okraj vyvýšeného úbočí strmě klesající do údolí.
Nově postavený hrad se poprvé připomíná v roce 1271 v souvislosti s nájezdy českého krále Přemysla Otakara II. do uherského pohraničí, a pak v roce 1295. V majetku rodu svätojurských zůstal až do jejich vymření v roce 1526. Později se stal majetkem dalšího z velmožských rodů a to Zápoľských. V 17. století získal Svätý Jur do svého držení Štefan Ilešházy, který v městečku pod hradem postavil renesanční zámeček. Zánik hradu se předpokládá v roce 1663 v souvislosti s tureckým vypleněním Svätého Jura, ale není vyloučeno ani jeho dřívější opuštění již na sklonku středověku.

## Stavební kompozice
Hrad, původně zabírající poměrně velkou plochu návrší, se do současnosti zachoval ve stavu pokročilého rozpadu, který neumožňuje získat bližší informace o jeho původní podobě a vývoji. Dnešní podoba je výsledkem postupných dostaveb v době, kdy na něm vládli pánové ze Svätého Jura. Jádrem celého opevněného komplexu je horní val, zhruba obdélníkového půdorysu, který po obvodu vymezený mohutné hradby, dodnes viditelné na východní straně. K opevnění na vnitřní straně přistavěli obytná křídla vymezují ústřední nádvoří. Z budov je dnes nejlépe zachované krátké východní křídlo se zbytky gotické cihlové klenby. Ze staveb na severní straně nádvoří se zachovala rozsáhlý klenutý sklep.
Spory o majetek mezi oběma větvemi pokračovaly a v soupisu majetku při příležitosti jeho dělení v roce 1412, se v kronikách svätojurské větve zachovaly údaje o hradě Bílý Kámen i jeho popis. Podle něj měl hrad dvě věže, jednu velkou uprostřed a druhou menší. Stavby uvnitř vlastního hradu byly ve dvou řadách podél delších stran obdélníka. Výslovně se v soupise uvádí komora, palác a kaple, pod kterými byl sklep.
Vnitřní hrad byl chráněn opevněním nepravidelného oválného tvaru, měl jen jednu bránu na severovýchodní straně, nad kterou byla bašta, lidově zvaná Erkel. Přístupová cesta k ní vedla po mostě přes příkop. Kromě věže s bránou byly ve venkovním areálu další dvě věže. Kolem vnějšího zdi, z jeho vnitřní strany byly hospodářské budovy, z nichž se výslovně zmiňuje pouze budova pekaře. Horní hrad i celá spodní část měly řadu komor, které svědčí o tom, že byly na hradě uchovávány značné zásoby. Z těchto budov jsou dnes zachovány jen zbytky v podobě sklepa nebo částí obvodových zdí, místy vyčnívající nad terén.